# Henri Maigrot
Pour les articles homonymes, voir Maigrot, Henriot et Pif.
Henri Maigrot, né le 13 janvier 1857 à Toulouse, mort le 10 août 1933 à Nesles-la-Vallée, est un littérateur, dessinateur et caricaturiste français connu sous le pseudonyme d’Henriot ou de Pif.

## Biographie
Il est le père de l'écrivain et critique littéraire Émile Henriot.
Après des études de droit, il se destine à la fonction publique. En 1875 il collabore, aux côtés de Laurent Tailhade, à L'Écho des Trouvères, un hebdomadaire littéraire de Toulouse. Vers 1877, il joue et chante dans quelques pièces. On le retrouve notamment dans une pièce Amour et Patrie de M. Laurencin dans le rôle d'un gandin aux Bouffes-du-Nord à partir du 31 août 1878.
Le 1er avril 1899, il succède à Pierre Véron en tant que directeur du journal Le Charivari (jusqu'en 1909), puis remplace Draner à L'Illustration, où il collaborera jusqu'en 1931. Il fournit également des dessins au Triboulet, au Journal amusant, au Bon Vivant, au Pèlerin et à l'Almanach Vermot.
Proche d’amis musiciens, il  composera des poèmes comme Lettre à Ninon mis en musique par Paul Delmet ou Chanson pour elle par Jules Massenet. Il collabore à la Revue Pleyel à partir de février 1925 en fournissant une rubrique avec dessins, La Musique anecdotique, qui devient en 1926 Le mois musical.
Le 23 janvier 1915 il crée le journal satirique À la baïonnette.
Il est l'auteur de l’immortel « Comment vas-tu yau de poêle ? » paru dans l'Almanach Vermot.
Émile Henriot lui a consacré un ouvrage : Le livre de mon père (1938).

### L'Illustrationpendant la Première guerre mondiale
Henriot est loin d’être un artiste inactif au cours de la Première guerre mondiale. Il continue de publier dans le journal L’Illustration, que ce soit par des croquis en début de journal ou par une bande dessinée, publiée à la fin du journal (p.9). Ces dessins, à première vue humoristique, ont une portée plus importante : ils ont pour but de préserver le moral des Français, à la fois sur le front et à l’arrière. Henriot y fait une chronique de la guerre, avec des thèmes très nombreux, que ce soit des références historiques, mythologiques, bibliques et littéraires. Par exemple, il reprend les lettres de Mon Moulin de Alphonse Daudet dans le numéro du 10 novembre 1917, pour évoquer la vie sur le front. L’influence de Jules Verne dans certains de ses dessins les rendent aussi originaux avec un aspect fantastique, très peu vu dans les journaux pendant la guerre : dès 1916, apparaissent dans ces croquis les « Lunatiques » et les Martiens qui observent ce qui se passe sur Terre, non sans jugement sur ce que sont capables de faire les humains. Selon l’historien Robert Galic, les dessins fantastiques de Henriot permettent de « mettre en évidence à la fois l’étendue du conflit et l’ampleur d’un désastre ».

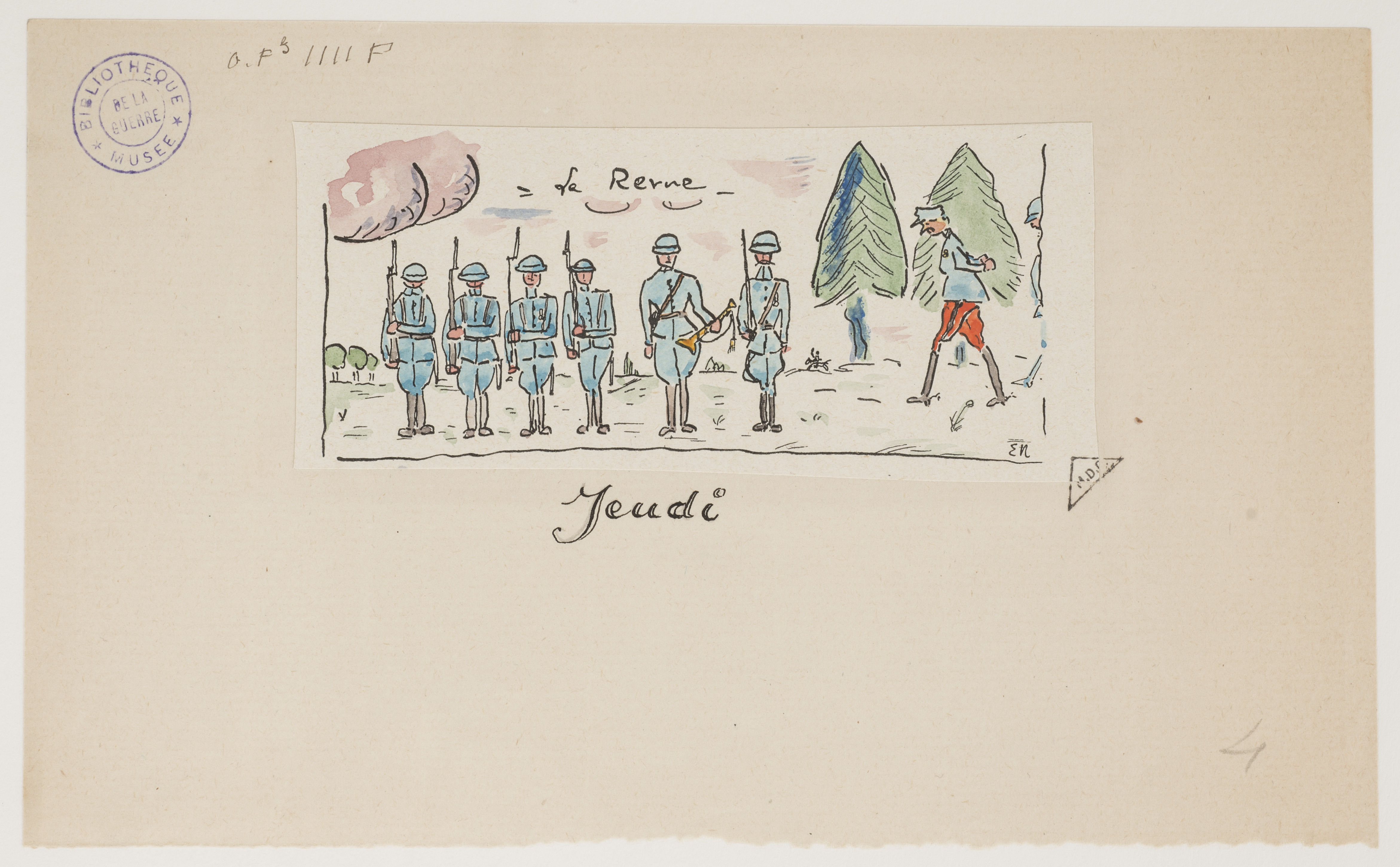
Dessin Pochette de la Marraine, La Revue, sans date, attribué à Henriot

Henriot s’attache à décrire tous les aspects de la guerre au fil des années, que ce soit l’extension du conflit en guerre mondiale, l’Union sacrée, l’armement ou encore la vie à l’arrière. Il est très attaché à ce dernier thème. A mesure que la guerre se prolonge, les conditions de vie à l’arrière deviennent une partie intégrante de ses contributions.
Dès le mois de mars 1915, il illustre la guerre qu’il voit comme une catastrophe, qui sévit partout en Europe et accuse lourdement l’utilisation massive de l’armement. Il montre notamment que la guerre sévit partout en dessinant des hirondelles, incapables de migrer dans un pays où il n’y a pas de guerre.

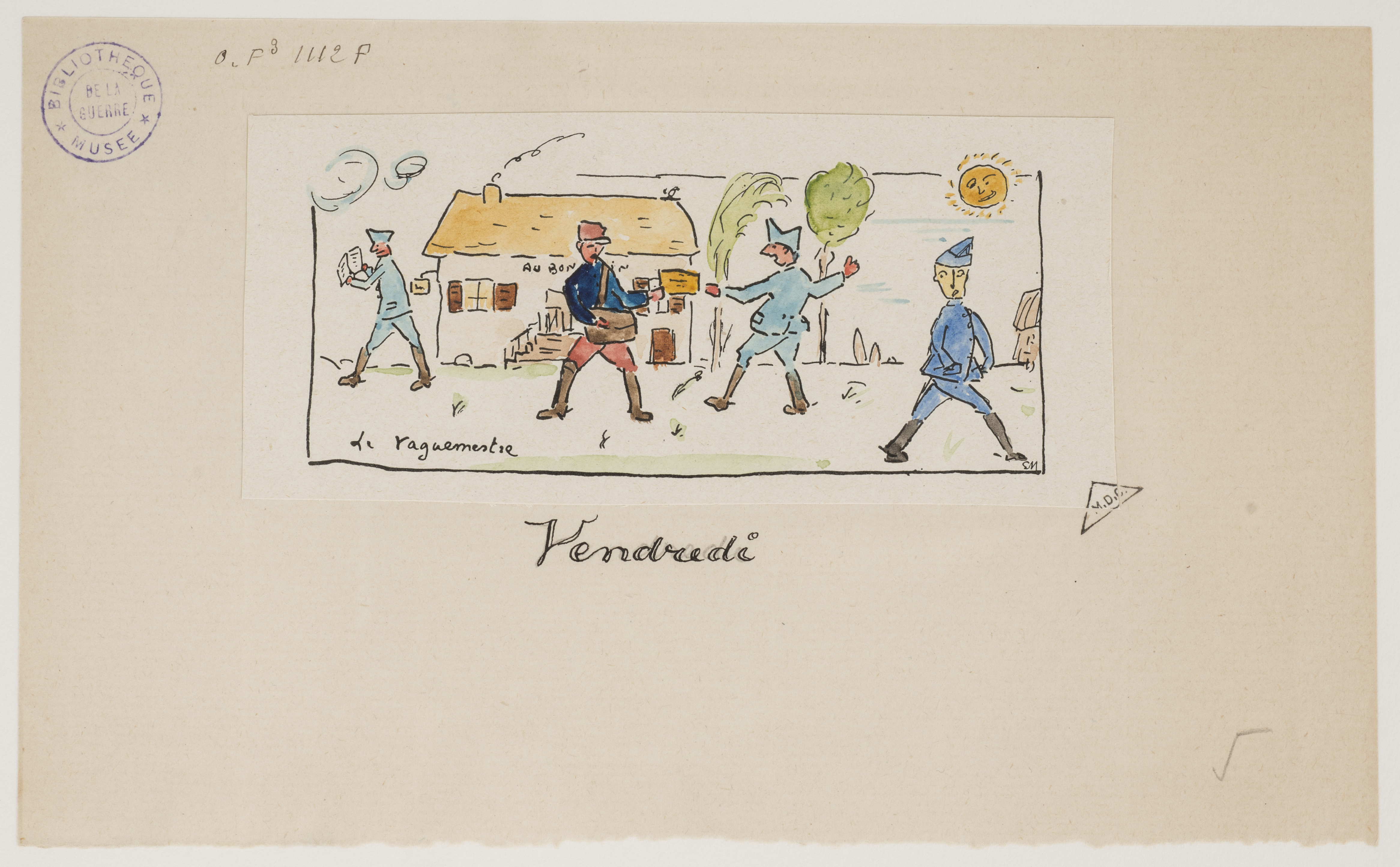
Dessin Pochette de la marraine, Vendredi, Le Vaguemestre, sans date, attribué à Henriot

Dès 1917, il consacre également un grand nombre de dessins à l’entrée en guerre des Etats-Unis et la défection de la Russie. Cependant, fait surprenant, il ne représente presque jamais le front, évoquant seulement les batailles, qu'il n'illustre d'ailleurs jamais, et préférant montrer la vie des Poilus.
Une grande majorité de ces contributions sont très patriotiques et le sont de façon militantes. Cela est sans doute dû à l’engagement volontaire de son fils pendant le conflit. Henriot veut dénoncer la barbarie des soldats allemands, qu’ils nomment toujours les « Bosches ». Il ne cache pas non plus leur manifester une certaine hostilité. Le but de ses dessins est avant tout de révolter pour attiser la haine. Il souligne notamment le fait que les Allemands sont les seuls responsables de la guerre et qu’ils sont, depuis le commencement du monde, les principaux fauteurs de guerres. Sous son crayon, le Kaiser est présenté sous les traits d'un enfant. Henriot multiplie aussi des croquis représentant le supposé pillage des Allemands dans le Nord-Ouest de la France, notamment à l’intérieur les églises. C'est un thème récurrent dans la propagande militaire, poussé par un attachement au patrimoine.
Les dessins de Henriot sont au service de la préservation du moral : dans ces dessins, les Poilus ne sont jamais contestataires et il ne représente jamais les mutineries qui peuvent marquer l’armée française à la fin de la guerre. Il exacerbe le patriotisme, en soulignant les qualités des responsables militaires, ainsi que des politiques. Particulièrement, ses dessins mettent très souvent en scène des enfants, qui interviennent pour glorifier leur père, resté sur le front.
Le 16 juin 1917, Henri Henriot fait publier une compilation de dessins de guerre sous le titre De l’arrière au front, montrant la prolifique production qu’il a tout au long de la guerre. Les dessins d’Henriot sont une présentation complète des différents aspects de la guerre en France, abordant tous les sujets, et illustrent aussi l’état d’esprit dans le pays. Au service du moral des Français, ses dessins peuvent être qualifiés parfois de bourrage de crâne, s’inscrivant dans la propagation d’une idée faussées des Allemands et de la guerre.
Après la guerre, il continue de dessiner pour l’Illustration, en abordant notamment les problèmes qui touchent la société dans l’immédiat d’après-guerre. Plusieurs des thèmes qu’il représente sont le problème du manque de main d’œuvre dans les secteurs de l’économie, la situation que vivent les mutilés, ainsi que la grippe espagnole. Son discours autour des dévastations ne change pas et il continue de représenter le pillage et les destructions matérielles sur le territoire.

## Œuvres
- Napoléon aux enfers
- Les Régiments de France, histoire des Zouaves, Paris, vers 1900
- L'Année parisienne éditions Conquet 1894
- Aventures prodigieuses de Cyrano de Bergerac,  Pellerin, Épinal, 1900
- Histoire d'un vieux chêne. Texte et illustration d'Henriot imagerie d'Épinal série supra
- Paris en l’an 3000 Henri Laurens, Paris, 1910. Science-fiction, où les grandes villes, dont Paris, sont recouvertes d'une épaisse couche de glace à la suite du passage d'un météore. Réédition  Phébus 2009
- Les poilus à travers les âges Nancy 1917

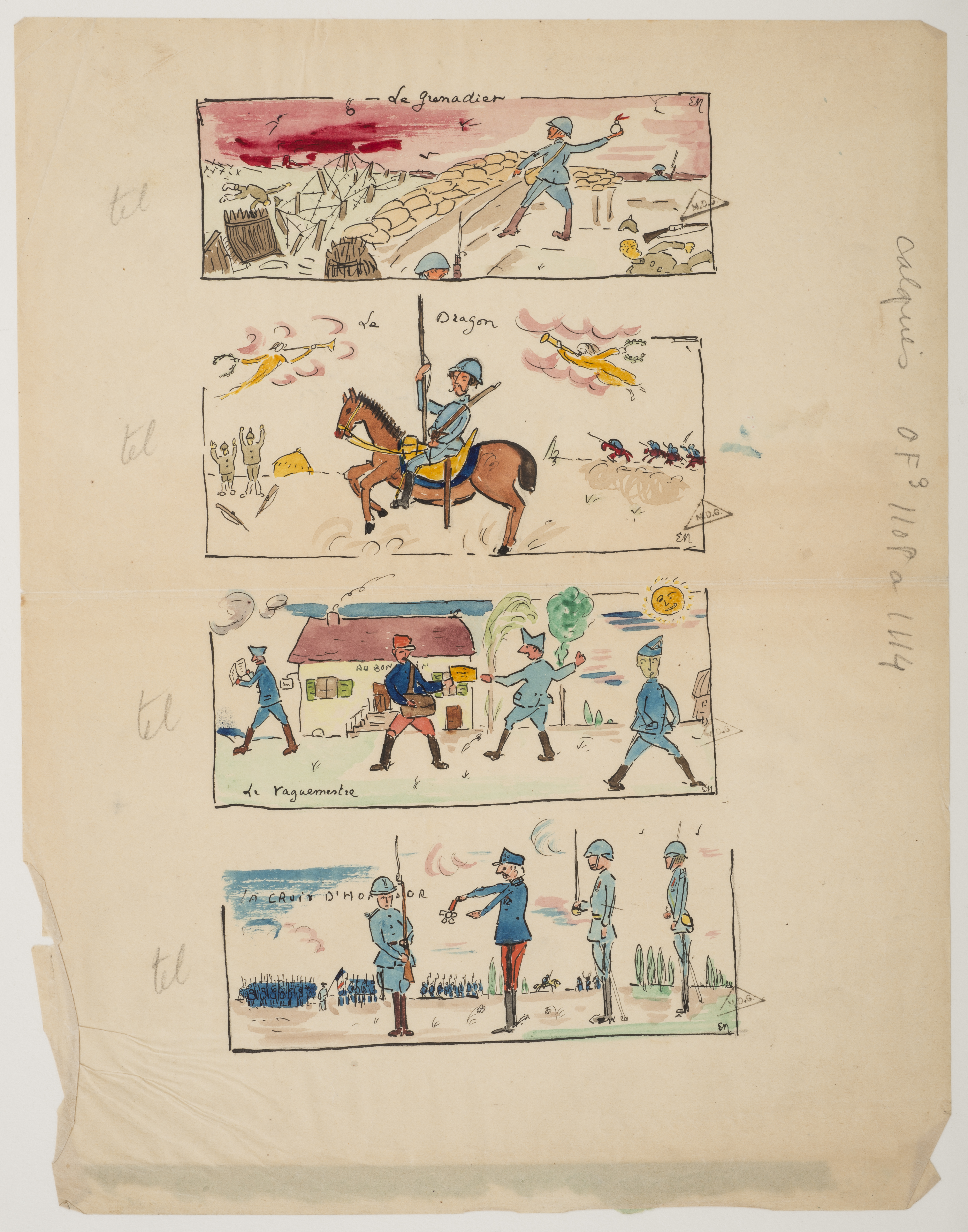
Pochette de la Marraine, le Grenadier - Henri Maigrot

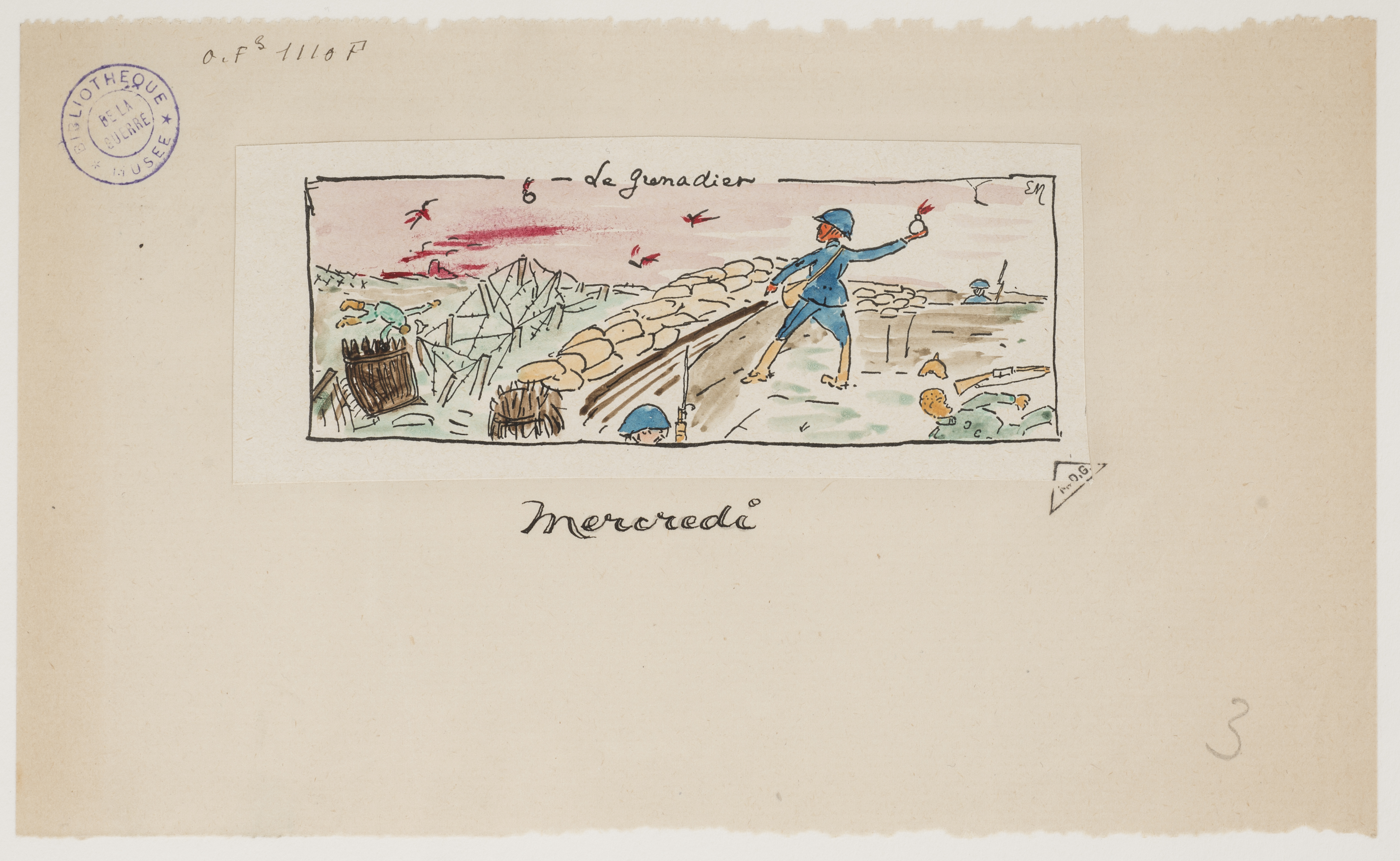
Dessin Pochette de la marraine "Le Grenadier", attribué à Henriot

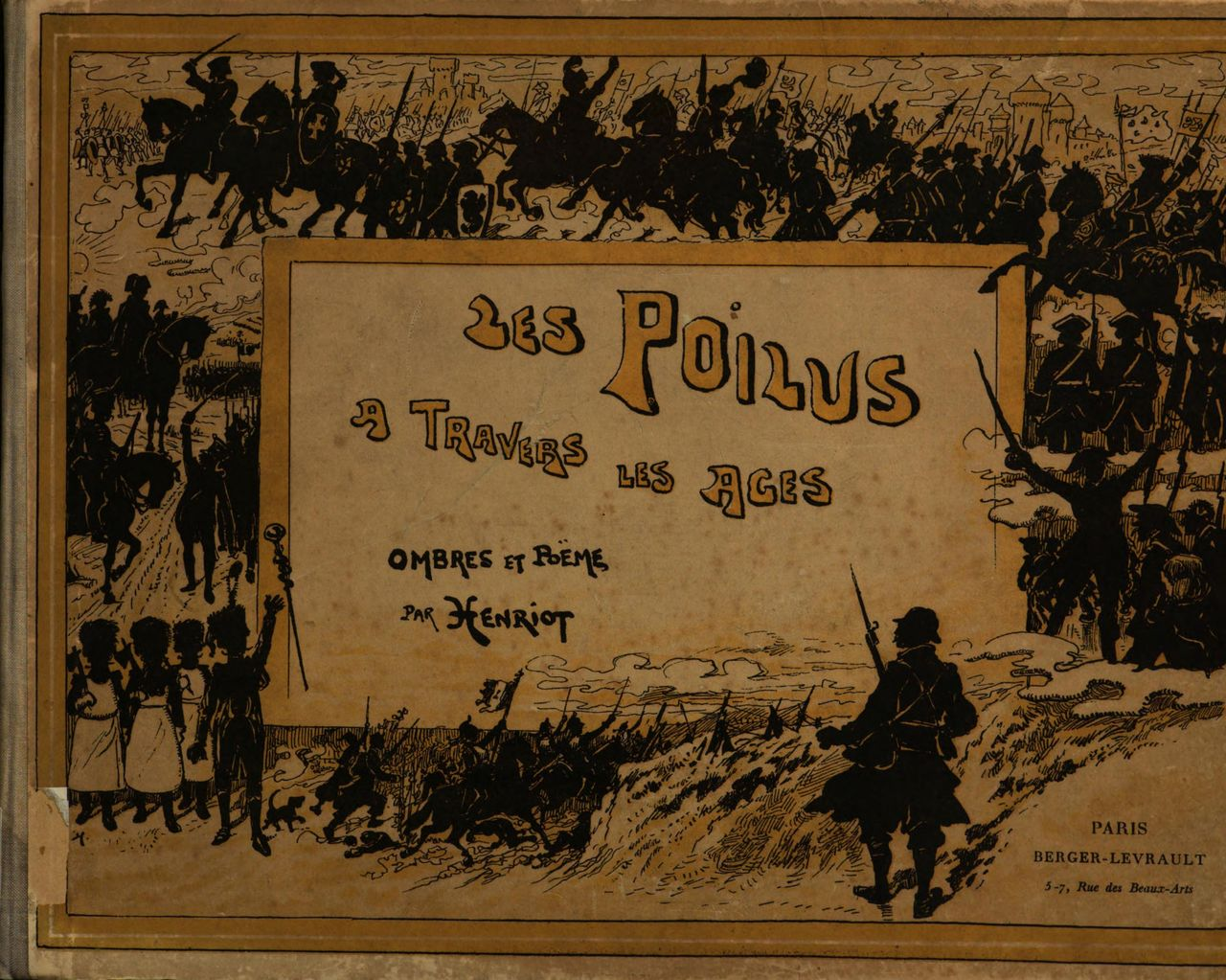
Les poilus à travers les âges
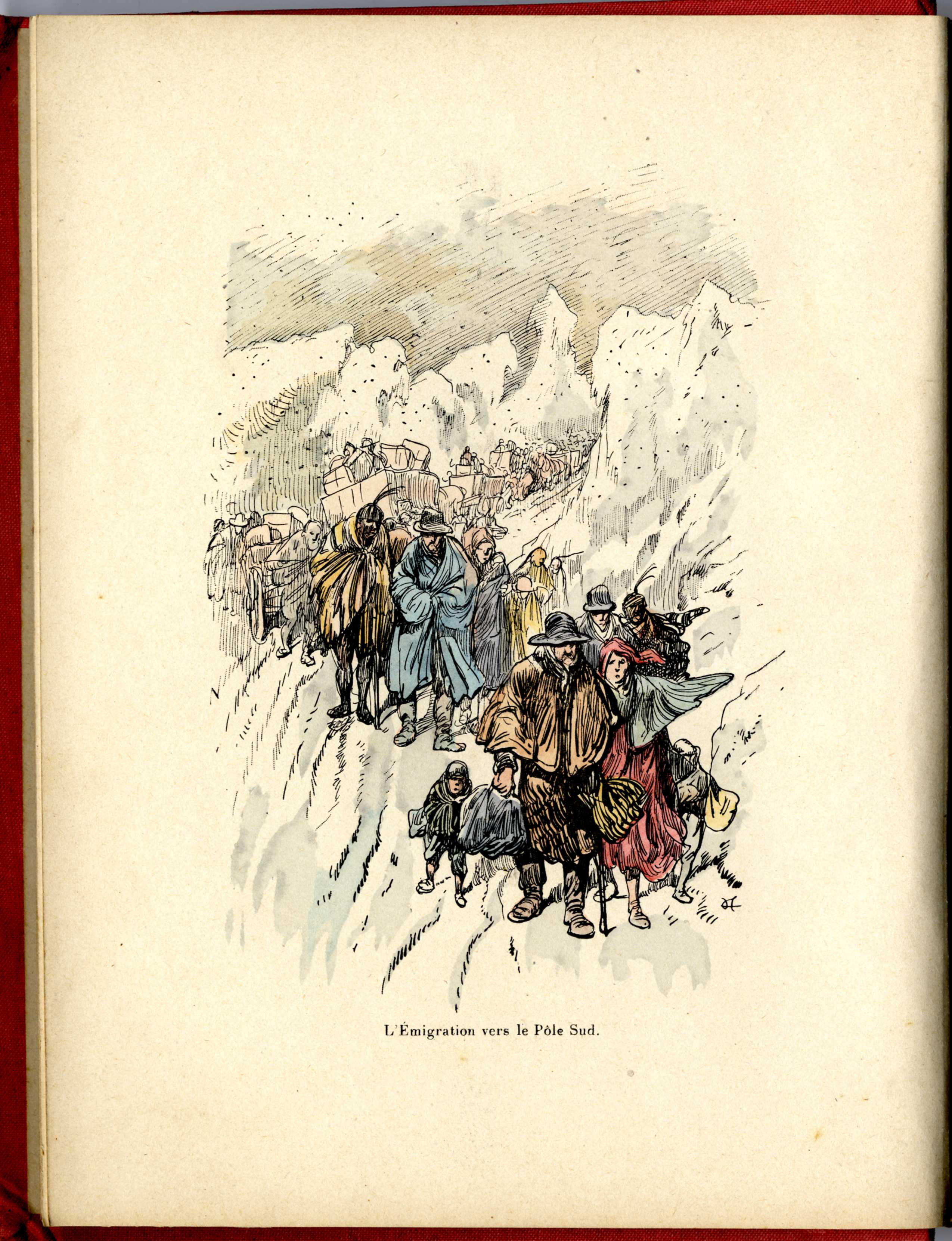
Image de titre de « Paris en l'an 3000 » de Henriot
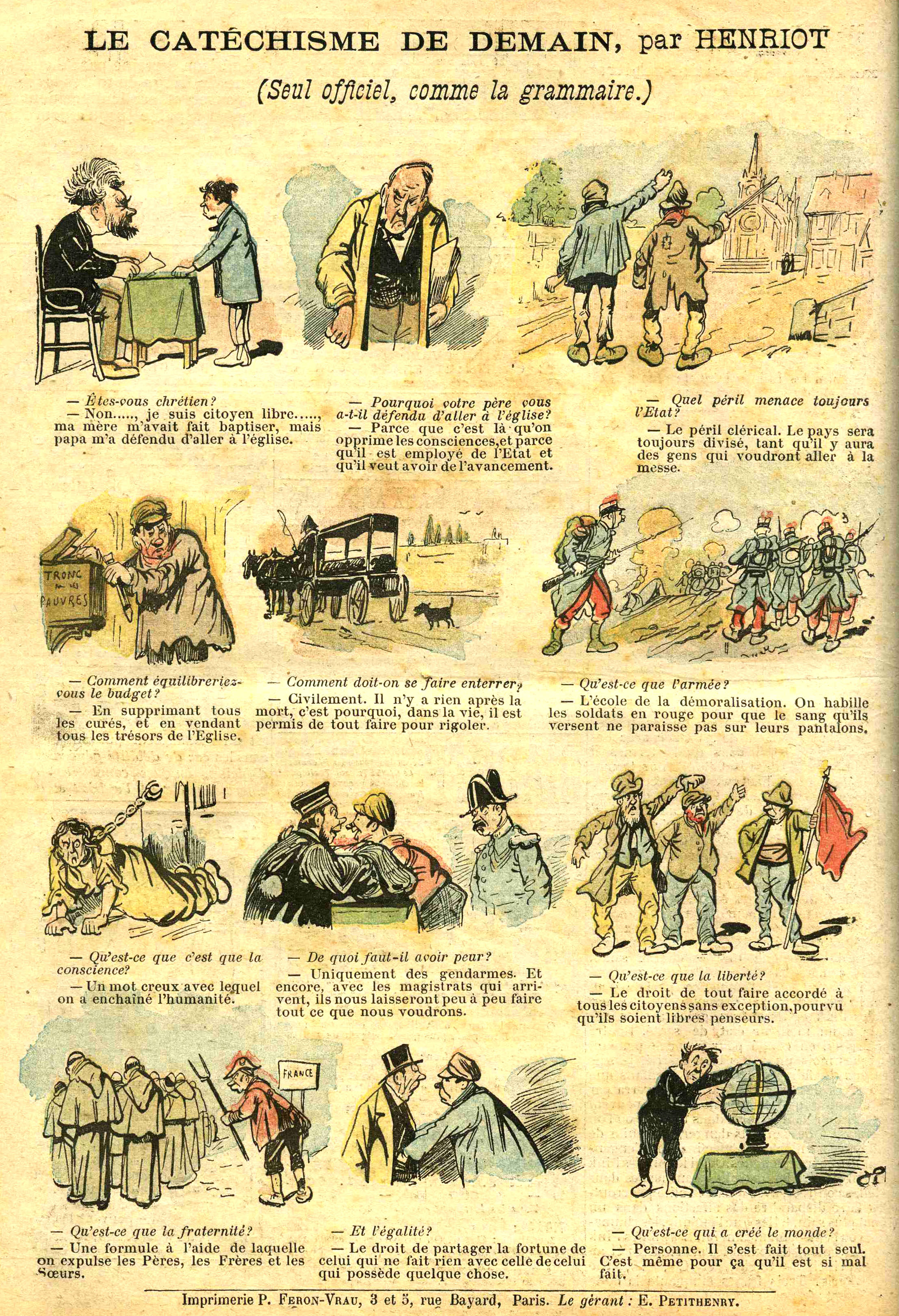
« Le catéchisme de demain » (Le Pèlerin, 1902).
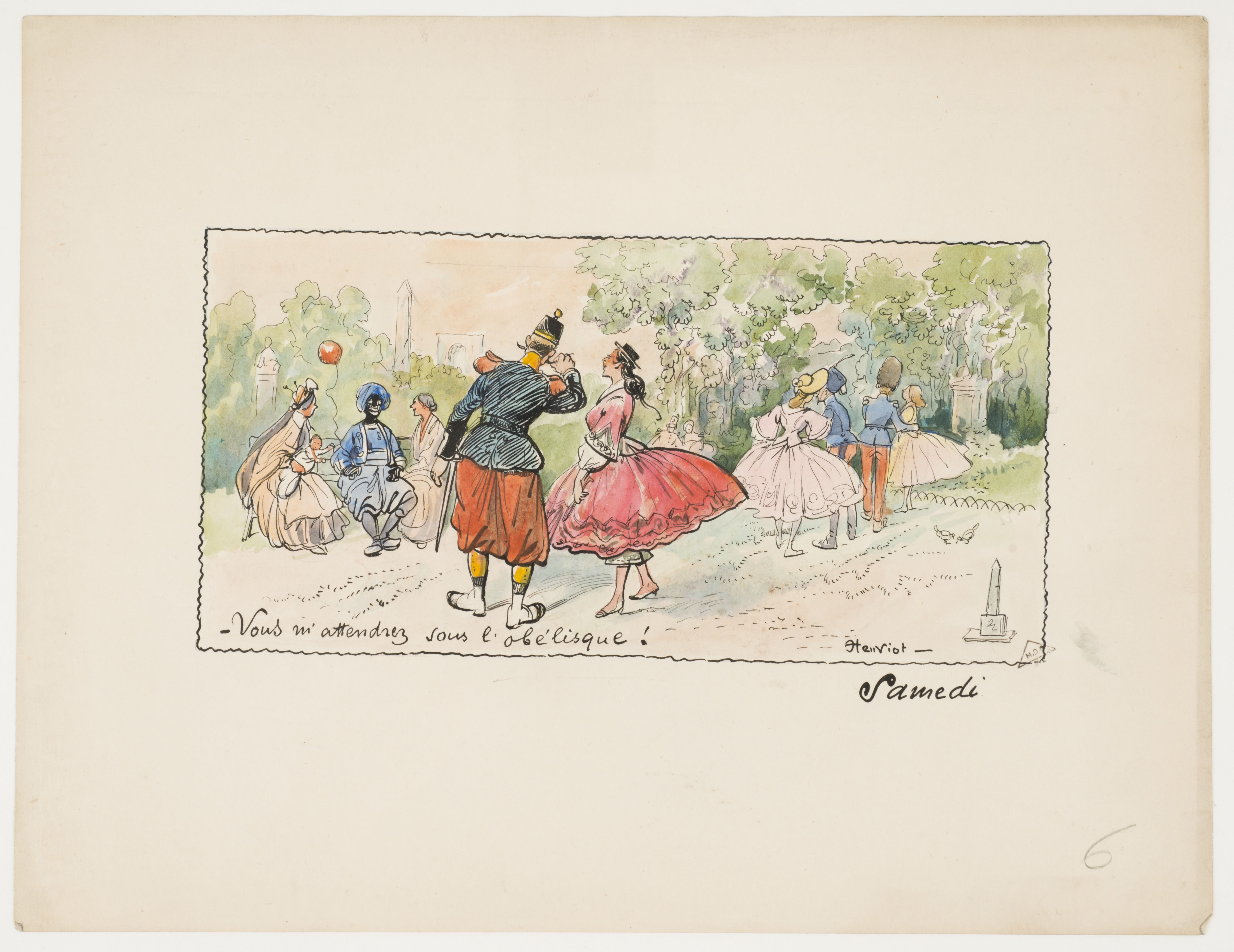
Pochette de la marraine (Samedi), sans date, dessin signé Henriot
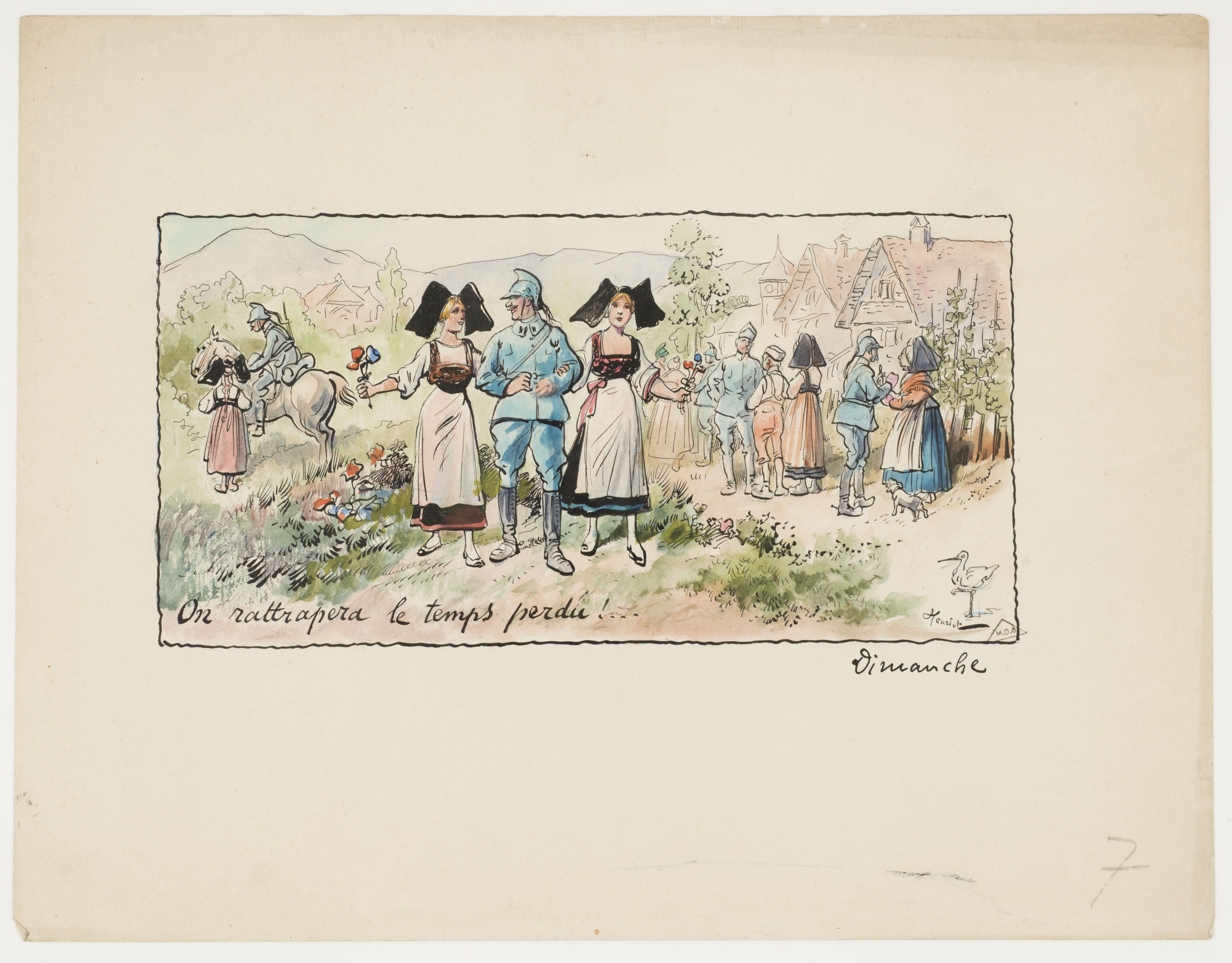
Pochette de la marraine (Dimanche), sans date, dessin signé Henriot